# Hendrik D. L. Vervliet
Hendrik Désiré Louis Vervliet (1923-2020) est un bibliothécaire et historien du livre belge, spécialiste de la typographie de la Renaissance. 

## Biographie
Né en 1923, Hendrik Vervliet effectue des études de philologie classique à l'université de Louvain de 1941 à 1945. Il commence une thèse de doctorat sur les Suasoriae de Sénèque qu'il soutient en 1955.
En 1949, il est nommé conservateur adjoint du Musée Plantin-Moretus d’Anvers, alors dirigé par Leon Voet. A ce poste, il se consacre au classement et à l'étude des archives et des matériels d'imprimerie, et noue des liens étroits avec les meilleurs spécialistes britanniques. En 1954, il reçoit notamment Harry Carter et son fils Matthew, qui étudient ces collections. Il publie ses premiers travaux sur l'histoire de la typographie, s'intéressant dès cette époque aux caractères de civilité, aux graveurs néerlandais ou à la carrière de Garamont. 
A la fin des années 1960, il quitte ce poste pour devenir bibliothécaire en chef de la bibliothèque de l'université d'Anvers. Il délaisse alors l'histoire de la typographie pour s'impliquer dans les projets d'informatisation des catalogues de cet établissement. Lors de son départ à la retraite en 1988, sa carrière est saluée par un important liber amicorum. 
A partir de cette date, il renoue avec l'histoire de la typographie et commence une série de publications consacrées aux caractères français de la Renaissance, et notamment aux types  de Claude Garamont, Robert Granjon, Simon de Colines, Pierre Haultin ou  Philippe Danfrie,.
Il meurt dans la nuit du 5 au 6 août 2020, à l'âge de 96 ans. Ses publications scientifiques s'échelonnent sans interruption sur une période de plus de soixante-dix ans,  de 1949 à 2020. 

## Principales publications
- [avec Harry Carter] Civilité Types, Oxford, Oxford University Press, 1966
- Sixteenth-century printing types of the Low Countries, Amsterdam, Menno Hertzberger & Co., 1968
- The Palæotypography of the French Renaissance. Selected Papers on Sixteenth Century Typefaces, 2 vol. (avec pagination continue), Leyde, Brill, 2008
- French Renaissance Printing Types : A Conspectus, New Castle, Oak Knoll Press, 2010
- Vine Leaf Ornaments in Renaissance Typography. A Survey, New Castle, Oak Knoll Press, 2012
- Granjon's flowers: an enquiry into Granjon's, Giolito's, and De Tournes' ornaments, 1542-86, New Castle, Oak Knoll Pres, 2016
- Robert Granjon, letter-cutter (1513-1590): an oeuvre-catalogue New Castle, Oak Knoll Press, 2018